# Heinrich Alexander von Arnim

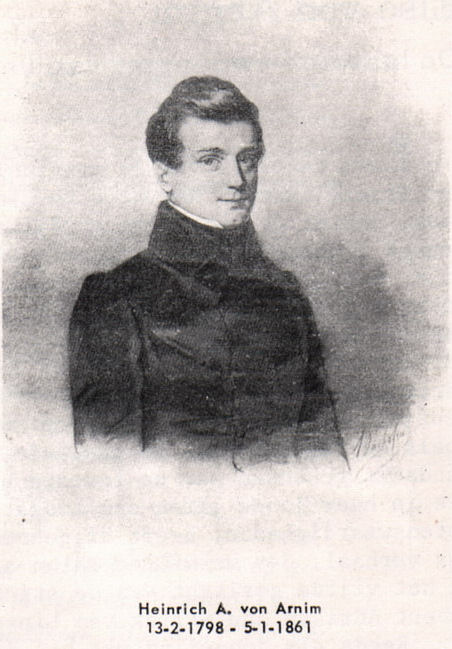
Heinrich Alexander von Arnim

Heinrich Alexander (sinds 1841 Freiherr) von Arnim-Suckow (Berlijn, 13 februari 1798 - Düsseldorf, 5 januari 1861) was een Pruisisch diplomaat politicus.

## Leven
Heinrich Alexander (roepnaam Heinrich, later ook Alexis) was het elfde en jongste kind van Georg Leopold Vivigenz von Arnim (1747-1828) en Charlotte Gräfin zu Solms-Sonnenwalde (1759-1811), een telg uit de te Suckow in de Uckermark zetelende tak van het geslacht Arnim.
Na een opleiding op het opvoedingsinstituut te Halle nam hij al in 1815 deel aan de Bevrijdingsoorlogen, waarbij hij in 1815 in de Slag bij Ligny blijvend mank raakte, hetgeen hem de bijnaam "de manke Arnim" opleverde. In 1818 en 1819 studeerde hij te Heidelberg rechten en staatswetenschap. Vervolgens trad hij in dienst van de Pruisische staat, aanvankelijk als attaché in Zwitserland,  daarna als legatiesecretaris in München, Kopenhagen en Napels. Te Napels werd hij in 1824 zaakgelastigde en leerde hij kroonprins Frederik Willem (IV) kennen. Als zaakgelastigde in Darmstadt, sinds 1829, was hij tevens bevoegd voor Nassau en Baden. Nadat hij aldaar met succes had meegewerkt aan het tot stand komen van de Zollverein werd hij in 1834 raad in het ministerie van Buitenlandse Zaken. Frederik Willem IV benoemde hem in 1840 tot gezant in Brussel en in 1846 tot gezant in Parijs. In de laatstgenoemde functie behartigde hij met succes de Duitse handelsbelangen.
Na de Parijse Februarirevolutie van 1848 drong Arnim bij Frederik Willem aan op hervormingen en het volgen van een de Duits-nationale politiek en wel in een leidende positie. Hij was vervolgens, omdat de koning zich gedwongen zag liberalen aan te stellen, van 29 maart tot 19 juni 1848 minister van Buitenlandse Zaken in het kabinet van Ludolf Camphausen. Vervolgens werkte hij bij het Frankfurter Parlement mee aan het overleg over de Duitse grondwet. Van 1849 tot 1851 was hij lid van de Eerste Kamer, waar hij de reactionaire politiek bestreed. Naar aanleiding van zijn vlugschrift Zur Politik der Konterrevolution in Preußen werd hij als criticus 1852 veroordeeld tot een boete van 200 taler. Deze veroordeling zorgde ervoor dat zijn klein-Duitse denkbeelden algemeen bekend werden.
Arnim woonde sinds 1850 in het Nederlandse Linschoten, dat hij bestuurde namens zijn minderjarige dochter Betty, die hij had bij zijn echtgenote Elisabeth (Betty) barones Strick van Linschoten (1800-1846), de dochter van de politicus Paul Strick van Linschoten. Sinds zijn veroordeling leefde hij teruggetrokken, tot hij na de val van het kabinet van Otto Theodor von Manteuffel in 1858 weer afgevaardigde in de Landdag werd. Een snel voortschrijdende ziekte voorkwam echter dat hij nog veel invloed uitoefende. Hij stierf in 1861.

## Werk
- Mein handelspolitisches Testament (Berlijn 1844)
- Frankfurt und Berlin (Frankfurt 1848)
- Über die Mediatisationsfrage (Frankfurt 1849)
- Zur Politik der Epigonen in Preußen (Berlijn 1850)
- Zur Politik der Konterrevolution in Preußen (Berlijn 1851)

Karl August von Hardenberg · Christian Günther von Bernstorff · Johann Peter Friedrich Ancillon · Heinrich Wilhelm von Werther · Mortimer Maltzan · Heinrich von Bülow · Karl Ernst Wilhelm von Canitz und Dallwitz · Adolf Heinrich von Arnim-Boitzenburg · Heinrich Alexander von Arnim · Alexander von Schleinitz · Rudolf von Auerswald · August Heinrich Hermann von Dönhoff · Friedrich Wilhelm von Brandenburg · Heinrich Friedrich von Arnim-Heinrichsdorff-Werbelow · Friedrich Wilhelm von Brandenburg (a.i.) · Alexander von Schleinitz · Joseph von Radowitz · Otto Theodor von Manteuffel · Alexander von Schleinitz · Albrecht von Bernstorff · Otto von Bismarck · Herbert von Bismarck (a.i.) · Leo von Caprivi · Adolf Hermann Marschall von Bieberstein · Bernhard von Bülow · Theobald von Bethmann Hollweg · Georg Michaelis · Georg von Hertling · Max van Baden
- Bibliothèque nationale de France: cb120051587 (data)
- Gemeinsame Normdatei: 118810596
- International Standard Name Identifier: 0000 0000 5537 6145
- Library of Congress Control Number: n85297525
- Nationale Bibliotheek van Polen: a0000001743167
- Nederlandse Thesaurus van Auteursnamen: 073528455
- Système universitaire de documentation: 028161645
- Virtual International Authority File: 26057916
- WorldCat: E39PBJpV8XBXW6MD87MmKQp3wC